# Ziethenstraße (Lünen)

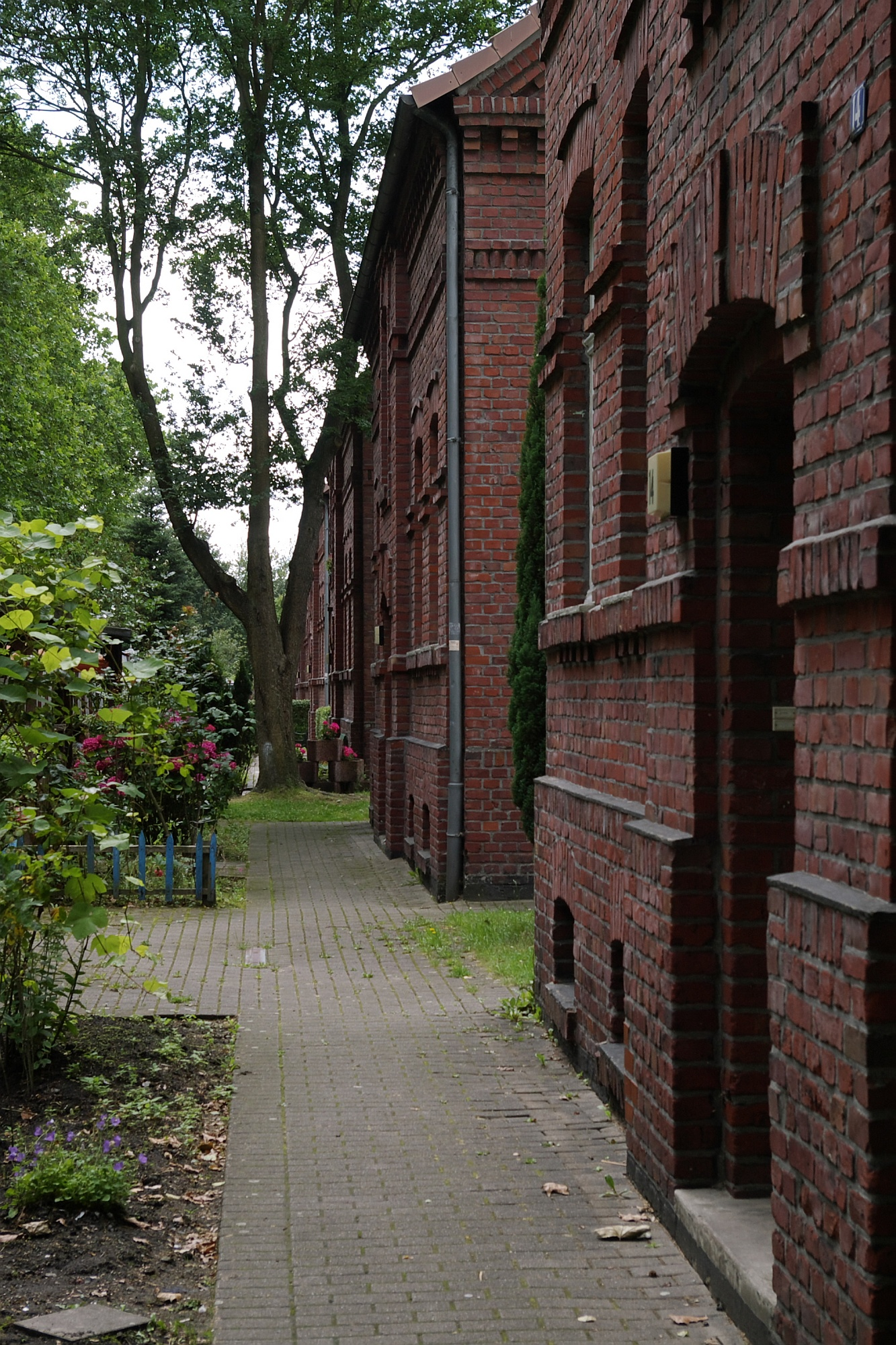
Typische Häuserreihe der Siedlung Ziethenstraße

Die Ziethenstraße ist eine frühe Arbeitersiedlung mit 52 gleich gestalteten, schlichten Ziegelhäusern in Lünen-Süd in Westfalen. 
Sie wurde von der Harpener Bergbau AG 1898 für die Familien der Bergarbeiter der Zeche Preußen gebaut. Pro Haus konnten vier Familien unterkommen, die Stadt erlaubte allerdings maximal drei. Große Gärten, gerade Baumreihen, Stallungen hinter den Häusern und dort angebrachte Toiletten (eine für jeweils zwei Familien) waren Baustandard der damaligen Zeit. Ungewöhnlich war die Vereinbarung der Stadt mit dem Bauherrn über den Aufbau und den Unterhalt der Infrastruktur, dies war zu großen Teilen der Bergbau AG auferlegt worden. So musste sie nicht nur für die Schulen, Kirchen und die Polizeistation aufkommen, sondern auch das Gehalt des Polizeibeamten zahlen. Außerdem wurde dadurch 1896 der erste Bahnhof in Lünen erbaut, der vorrangig für den Kohle- und Arbeitertransport gedacht war. 
1984 wurde in einem Seminar der Fachhochschule Münster durch Studenten ein grundlegend guter Zustand der Bausubstanz nachgewiesen. Erwachendes öffentliches Interesse an den Arbeitersiedlungen im Ruhrgebiet und die relativ niedrigen Sanierungskosten führten 1989 zur dringend notwendigen Modernisierung durch die Landesentwicklungsgesellschaft NRW (LEG), die inzwischen Eigentümer der Häuser ist. Die Siedlung steht unter Denkmalschutz.
Die LEG begann 2004 mit der hausweisen Privatisierung der Siedlung, an der bis dahin noch Belegungsrechte der Ruhrkohle AG bestanden, nach dem Regelwerk der GSB Gesellschaft zur Sicherung von Bergmannswohnungen. Mieter, die am Kauf ihres Hauses nicht interessiert waren, erhielten ein lebenslanges Wohnrecht.

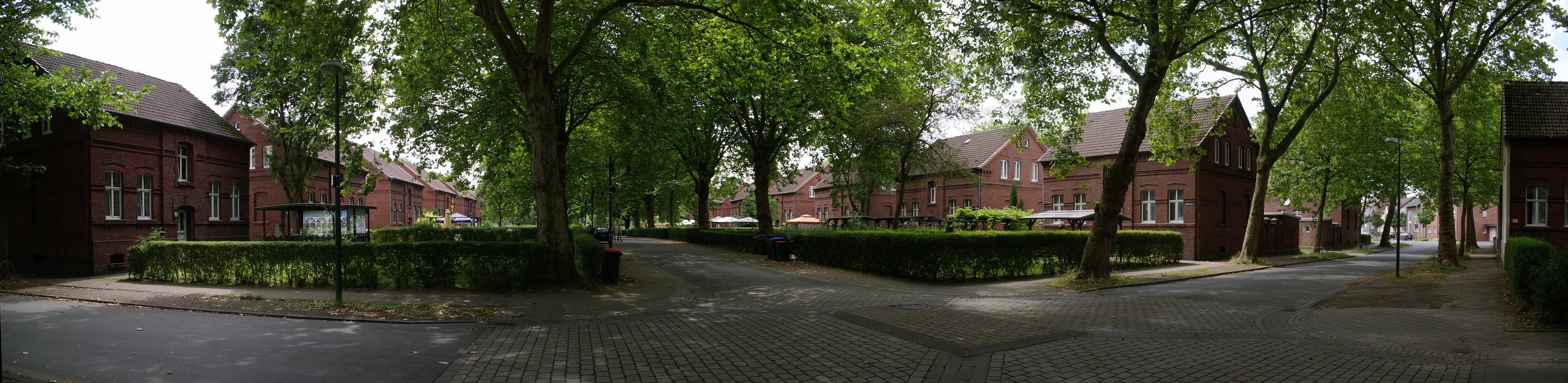
Panoramabild der Siedlung Ziethenstraße mit Platanenreihen, Vorgärten und den schlichten Backsteinhäusern